# مانسون (آیووا)
مانسون (به انگلیسی: Manson) شهری در ایالت آیووا کشور ایالات متحده آمریکا است که جمعیت آن در سرشماری سال ۲۰۱۰ میلادی، ۱٬۶۹۰ نفر بوده‌است.